# Gephyrocharax
Gephyrocharax és un gènere de peixos de la família dels caràcids i de l'ordre dels caraciformes.

## Taxonomia
- Gephyrocharax atracaudata (Meek & Hildebrand, 1912)[2]
- Gephyrocharax caucanus (Eigenmann, 1912)[3]
- Gephyrocharax chaparae (Fowler, 1940)[4]
- Gephyrocharax chocoensis (Eigenmann, 1912)[3]
- Gephyrocharax intermedius (Meek & Hildebrand, 1916)[5]
- Gephyrocharax major (Myers a Eigenmann & Myers, 1929)[6]
- Gephyrocharax martae (Dahl, 1943)[7]
- Gephyrocharax melanocheir (Eigenmann, 1912)[3]
- Gephyrocharax sinuensis (Dahl a Dahl & Medem, 1964)[8]
- Gephyrocharax valencia (Eigenmann, 1920)[9]
- Gephyrocharax venezuelae (Schultz, 1944)[10]
- Gephyrocharax whaleri (Hildebrand, 1938)[11][12][13][14][15][16][17][18]